# Christuskirche (Unterrottmannsdorf)

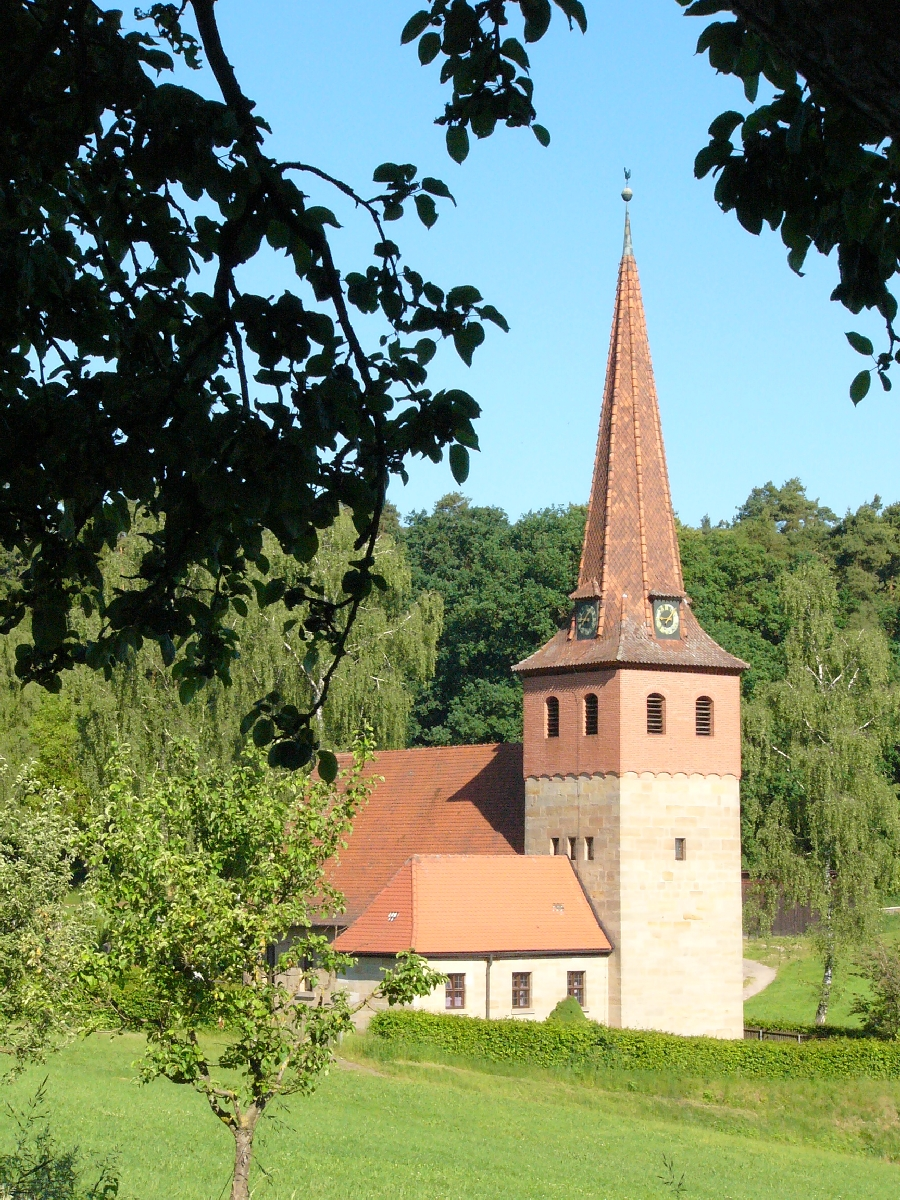
Christuskirche, Unterrottmannsdorf

Die Christuskirche ist eine nach Jesus Christus benannte evangelisch-lutherische Kirche in Unterrottmannsdorf (Dekanat Ansbach).

## Geschichtliches
Die Bewohner Unterrottmannsdorf waren von Anfang an nach St. Alban (Sachsen bei Ansbach) gepfarrt. 1949/1950 wurde auf Initiative des Landwirts Georg Ströhlein († 2. Juli 1979) die Kirche auf einem Grundstück, das Georg Schiefer stiftete, errichtet. Da die Kirchenleitung sich an den Bau nicht beteiligen wollte, wurde ein Kredit aufgenommen, für den er und vier weitere Familien mit Haus und Hof bürgten. Ehrenamtliche Mithilfe der Bewohner machten es möglich, die Kirche kostengünstig zu erbauen; die Baukosten betrugen 40.324 DM. Am 16. Juli 1950 wurde sie geweiht. Alle zwei Wochen wird ein Sonntagsgottesdienst abgehalten, der abwechselnd vom Sachsener Pfarrer und von Professoren und Dozenten der Augustana-Hochschule Neuendettelsau gehalten wird. Im Gegenzug erhält die Hochschule alljährlich Erntedankgaben des Dorfes.

## Baubeschreibung
Das aus Sandsteinquadern errichtete Langhaus hat ein Rundbogenportal an der Westseite, sechs Rundbogenfenster an der Südseite und drei Rundbogenfenster an der Nordseite. Der im Erdgeschoss fensterlose Chor befindet sich im Osten. Dieser wurde 1962 um einen vorkragenden Sichtziegelaufsatz mit einem oktogonalen Spitzhelm zum Chorturm erweitert. Die Sakristei mit Walmdach schließt sich im Süden an. Westlich von der Kirche befindet sich ein Friedhof.
Der einschiffige Saal schließt mit einer rundgewölbten Holzdecke ab. Im Chorraum, der durch ein Rundbogenportal mit dem Saal verbunden ist, steht ein Hochaltar aus Steinquadern mit Kruzifix und zwei Heiligenfiguren aus Holz. An der Ostwand des Saals steht leicht erhöht eine polygonale Kanzel aus Holz zur rechten Seite des Portals. Das oktogonale Taufbecken aus Stein steht zur linken Seite des Portals. Eine Orgelempore befindet sich an der Westseite des Saales.